# 感官世界
《感官世界》（日語：愛のコリーダ）是一部由大島渚執導的1976年日法合製的劇情片。電影內容改編自1936年發生在日本的阿部定事件，並加入性露骨處理，包含演員（松田英子、藤龍也和其他演員）实拟演出的性愛場景，在主流戲院大規模上映時造成極大的爭議。

## 劇情
1936年，曾經淪為妓女的阿部定（松田英子飾演）在東京一家旅館從事女僕的工作。旅館主人石田吉蔵（藤龍也飾演）對她性虐待，從此兩人開啟一段由性愛實驗、酗酒、以及各式各樣自我放縱所組成的熱戀。石田拋妻棄子追隨他的戀人阿部定，阿部定對石田的佔有慾和忌妒心也與日俱增，石田則更加渴望去取悅她。他們的纏綿悱惻提昇到極端的轉捩點，石田發現他在窒息式性愛時能達到極端的快感，卻於此情境之中遭到殺害；之後阿部定閹割了他，並以血在他的胸膛寫下：「定吉二人永遠廝守」。

## 演員名單
- 松田英子：飾演阿部定
- 藤竜也：飾演石田吉蔵
- 中島葵（日语：中島葵）：飾演石田吉蔵之妻
- 松井康子（日语：松井康子）：飾演田川酒店經理
- 芹明香（日语：芹明香）：飾演松子
- 小林加奈枝（日语：小林加奈枝）：飾演老藝妓菊竜
- 殿山泰司：飾演老乞丐
- 九重京司（日语：九重京司）：飾演老師大宮
- 白石奈緒美（日语：白石奈緒美）：飾演藝妓八重次
- 堀小美吉：飾演三和藝妓

## 標題
這部電影在英國的電影標題為，是法文（早期標題）有缺陷的翻譯。美國版則正確命名為，如同法文，這個原始的法國標題源自於羅蘭·巴特一冊關於日本的著作：《符號帝國》（1970）。

## 各國審查
日本的嚴格電影審查法律，並不允許依照大島渚的版本拍攝，因此以正式列為法國企業的產品而繞過此障礙，電影毛片被運送至法國進行後製和剪輯，在日本首映時性愛片段則被刪剪。
此片在1976年美國紐約影展首映時，最初遭到禁映，但是後來卻以完整版上映；此片在德國上映時也獲得類似的待遇。一直到1990年此片才進入家庭錄影帶市場，縱然有時可以在電影俱樂部觀賞完整版影片。
英國BBFC電影分級制度建議此片只能在私人電影俱樂部放映，避免可能的刪減，當時英國正值首度規範限制電影的尺度，就在1977年英國淫褻刊物法令延伸納入電影業之後，以避免潛在的法律問題。後來，英國BBFC電影分級制度將此片列為「18」（只適合成年人觀賞），除了一段小男童性器官被拉扯處罰橋段被刪剪（於2011年准許接回刪剪部分）之外，原封不動保留所有的成人性愛場面。此片在法國、美國（包括現行的標準收藏DVD影碟）、荷蘭、和許多其他地區得以未刪剪完整版發行。
在1970年代，加拿大最初將此片送交各省電影理事會審查，除了魁北克之外，其餘皆遭到主管單位退件；一直到1991年部分省份才核准此片上映，並授予證書。然而，此片又在加拿大海洋省份再度遭到拒絕，因為加拿大海洋省份電影分級制度仍然實施1970年以來的政策。
此片於葡萄牙廣播電視公司播送之後，由於性愛主題和性露骨場面，在葡萄牙造成極大的爭議。有些人認為即使在電視成人時段也不恰當，而另一些人甚至感激此片的播送，例如有位受歡迎的神父說他「從電影學習十分鐘，勝過一輩子人生歷練」。此片在葡萄牙廣播電視公司第二頻道再度播送，不過卻幾乎沒引起任何關注。
台灣過去曾於2013年於金馬奇幻影展中放映本片，但在2020年，則正式將數位修復後的完整未剪版本做商業公映。

## 主題
此片並無著墨太多於被視為日本傳奇人物阿部定的狀態（在此之前由粉紅色電影導演田中登1975年的作品《實錄阿部定》）更直接探索此主題，以及阿部定和石田的權力動態。許多評論家寫下：此片也是一種對於情慾（Eroticism）在日本文化中經常是病態或迷戀死亡的探索。大島渚也被批評利用露骨性愛來吸引對此片的關注，不過導演陳述性露骨內容是電影整體設計的一部分。

## 外部連結
- 互联网电影数据库（IMDb）上《感官世界》的资料（英文）
- AllMovie上《感官世界》的资料（英文）
- 爛番茄上《感官世界》的資料（英文）
- 感官世界 （页面存档备份，存于）於日本電影資料庫（Japanese Movie Database）（日語）